# Colombias fodboldlandshold
Colombias fodboldlandshold er det nationale fodboldhold i Colombia, og repræsenterer landet ved internationale turneringer. Holdets kælenavn er Los Cafeteros, kaffebønderne, med henvisning til Colombias store produktion af kaffe. Holdet har seks gange, i 1962, 1990, 1994, 1998, 2014 og 2018, deltaget ved VM i fodbold, med en kvartfinale i 2014 som det bedste resultat. I Copa América har holdet deltaget 18 gange, og en gang er det blevet til sejr, i 2001.

## Flest kampe
Herunder en liste over de spillere, der (pr. marts 2018) har spillet flest landskampe for Colombia:
- Carlos Valderrama (111 kampe)
- Mario Yepes (102 kampe)
- Leonel Álvarez (101 kampe)
- David Ospina (85 kampe)
- Freddy Rincón (84 kampe)
- Carlos Sánchez (84 kampe)
- Luis Carlos Perea (78 kampe)
- Luis Armanto Perea (75 kampe)
- Iván Córdoba (73 kampe)
- Óscar Córdoba (73 kampe)
- Radamel Falcao García (72 kampe)
- Abel Aguilar (71 kampe)
- Pablo Stifer Armero (68 kampe)
- Juan Guillermo Cuadrado (68 kampe)
- Arnoldo Iguarán (68 kampe)
- René Higuita (68 kampe)
- Alexis Mendoza (67 kampe)
- Víctor Aristizábal (66 kampe)
- James Rodríguez (62 kampe)

## Topscorere
Herunder en liste over de spillere, der (pr. juni 2014) har scoret flest mål for Colombia:
- Arnoldo Iguarán (25 mål)
- Radamel Falcao (20 mål)
- Faustino Asprilla (20 mål)
- Freddy Rincón (17 mål)
- Víctor Aristizábal (15 mål)
- Adolfo Valencia (14 mål)
- Ivan Valenciano (13 mål)
- Antony de Ávila (13 mål)